# Poulaines
Poulaines ist eine französische Gemeinde mit 816 Einwohnern (Stand 1. Januar 2022) im Département Indre in der Region Centre-Val de Loire; sie gehört zum Arrondissement Issoudun und zum Kanton Valençay.

## Geographie
Die Gemeinde Poulaines liegt rund 35 Kilometer westlich von Bourges und 25 Kilometer südlich von Romorantin-Lanthenay. Nachbargemeinden von Poulaines sind Parpeçay und Sainte-Cécile im Norden, Saint-Christophe-en-Bazelle im Nordosten, Bagneux im Osten, Buxeuil im Südosten Rouvres-les-Bois im Süden, Vicq-sur-Nahon im Südwesten, Valençay im Westen sowie Varennes-sur-Fouzon im Nordwesten.
Das Gemeindegebiet wird größtenteils vom Fluss Renon und seinem Nebenfluss Bordelat entwässert. An der nordwestlichen Gemeindegrenze verläuft der Fluss Nahon. Alle Wasserläufe streben in nordöstlicher und nördlicher Richtung dem Fouzon zu, in den sie alle einmünden. 

### Verkehrsanbindung
Das Gemeindegebiet wird durch die Départementsstraßen D960 (von Vallençay nach Issoudun) und D16 (von Poulaines nach Graçay) erschlossen. Höherrangige Verkehrsverbindungen, wie z. B. die Autobahnen A20, A71 und A85 können bei Vierzon erreicht werden.

## Bevölkerungsentwicklung
| Jahr      | 1968 | 1975 | 1982 | 1990 | 1999 | 2006 | 2016 |
| Einwohner | 1167 | 1045 | 926  | 911  | 836  | 872  | 870  |

## Sehenswürdigkeiten
- Kirche Saint-Saturnin
- Kloster Barzelles, ehemalige Zisterzienserabtei